# لیگ دسته اول فوتبال لیتوانی
لیگ دسته اول فوتبال لیتوانی (انگلیسی: I Lyga) دومین لیگ معتبر فوتبال در کشور لیتوانی است که در سال ۱۹۹۱ بنیان‌گذاری شده و زیر نظر فدراسیون فوتبال لیتوانی برگزار می‌شود.